# Huis Palts-Neuburg
Het Huis Palts-Neuburg (Duits: Linie Pfalz-Neuburg) was een adellijke Duitse dynastie die in de 16e, 17e en 18e eeuw over een aantal vorstendommen in het Heilige Roomse Rijk regeerde. Het Huis Palts-Neuburg was de voortzetting van de oudere linie van het Huis Palts-Zweibrücken, een van de verschillende takken van het Huis Wittelsbach.

## Stamboom
- Filips Lodewijk (1547–1614), vorst van Palts-Neuburg
 Anna (1552–1632), dochter van Willem van Gulik-Kleef-Berg
  - Anna Maria (1575–1643)  Frederik Willem I van Saksen-Weimar (1562–1602)
  - Dorothea Sabine (1576–1598)
  - Wolfgang Willem (1578–1653), vorst van Palts-Neuburg, hertog van Gulik en Berg
 1  Magdalena (1587–1628), dochter van Willem V van Beieren
 2  catharina Charlotte (1615–1651), dochter van Johan II van Palts-Zweibrücken
 3  Maria Francisca (1633–1702), dochter van Egon VIII van Fürstenberg-Heiligenberg
    - 1 Filips Willem (1615–1690), vorst van Palts-Neuburg, hertog van Gulik en Berg, keurvorst van de Palts
 1  Anna (1619–1651), dochter van Sigismund III van Polen
 2  Elisabeth Amalia (1635–1709), dochter van Georg II van Hessen-Darmstadt
      - 2 Eleonora (1655–1720)  Leopold I van Oostenrijk (1640–1705)
      - 2 Johan Willem van de Palts (1658–1716), vorst van Palts-Neuburg, hertog van Gulik en Berg, keurvorst van de Palts
 1  Maria Anna Jozefa (1654–1689), dochter van Ferdinand III van Oostenrijk
 2  Anna Maria Luisa (1667–1743), dochter van Cosimo III de' Medici
      - 2 Wolfgang George Frederik (1659–1683), hulpbisschop van Keulen
      - 2 Lodewijk Antoon (1660–1694), bisschop van Worms, grootmeester van de Duitse Orde
      - 2 Karel III Filips van de Palts (1661–1742), vorst van Palts-Neuburg, hertog van Gulik en Berg, keurvorst van de Palts
 1  Ludwika Karolina (1667–1695), dochter van Bogusław Radziwiłł
 2  Teresa Katharina (1685–1712), dochter van Józef Karol Lubomirski
 3  Violante Maria Theresa (1683–1734), dochter van Philipp-Wilhelm van Thurn and Taxis
        -  Elisabeth Augusta Sophia  Jozef Karel van Palts-Sulzbach (1694–1729)

      - 2 Alexander Sigismund (1663–1737), prins-bisschop van Augsburg
      - 2 Frans Lodewijk (1664–1732), aartsbisschop van Trier en Mainz
      - 2 Frederik Willem (1665–1689), kanunnik van Münster
      - 2 Maria Sophia Elisabeth (1666–1699)  Peter II van Portugal (1648–1706)
      - 2 Maria Anna (1667–1740)  Karel II van Spanje (1666–1700)
      - 2 Filips Willem August (1668–1693)
  Anna Maria Francisca (1672–1741), dochter van Julius Frans van Saksen-Lauenburg
        -  Maria Anna (1693–1751)  Ferdinand Maria van Beieren (1699–1738)

      - 2 Dorothea Sophia (1670–1748) 1  Odoardo Farnese (1666–1693) 2  Francesco Farnese (1678–1727)
      - 2 Hedwig Elisabeth Amalia (1673–1722)  Jacobus Lodewijk Sobieski (1667–1737)
      -  2 Leopoldina Eleonora (1679–1693)

  - August (1582–1632), vorst van Palts-Sulzbach
  Hedwig (1603–1657), dochter van Johan Adolf van Sleeswijk-Holstein-Gottorp
    -  Zie: Huis Palts-Sulzbach

  - Amalia Hedwig (1584–1607)
  -  Johan Frederik (1587–1644), vorst van Palts-Hilpoltstein
  Sophia Agnes (1604–1664), dochter van Lodewijk V van Hessen-Darmstadt